# Pterocomma salicis
Pterocomma salicis är en insektsart som först beskrevs av Carl von Linné 1758.  Pterocomma salicis ingår i släktet Pterocomma och familjen långrörsbladlöss. Arten är reproducerande i Sverige.

## Underarter
Arten delas in i följande underarter:
- P. s. salicis
- P. s. rohdendorfi